# Maricopa County
Maricopa County je okres ve státě Arizona v USA. K roku 2010 zde žilo 3 817 117 obyvatel. Správním městem okresu je Phoenix, který je též hlavním městem celé Arizony. Celková rozloha okresu činí 23 891 km². Je to čtvrtý nejlidnatější okres v USA, což je dáno tím, že zde leží metropolitní oblast Phoenixu. Okres je tak veliký, protože Arizona byla ještě na počátku 20. století v podstatě liduprázdná a tak došlo k rozčlenění státu na několik málo velkých okresů.

## Sousední okresy
| Růžice kompasu |                             | Yavapai County  |              | Růžice kompasu |
| Růžice kompasu | La Paz County a Yuma County | Sever           | Gila County  | Růžice kompasu |
| Růžice kompasu | La Paz County a Yuma County | Maricopa County | Gila County  | Růžice kompasu |
| Růžice kompasu | La Paz County a Yuma County | Jih             | Gila County  | Růžice kompasu |
| Růžice kompasu |                             | Pima County     | Pinal County | Růžice kompasu |